# Прибутковий будинок Піотровського
Прибутковий будинок купця Адама Піотровського (Селянський будинок земства) — історична будівля та колишній прибутковий будинок у центрі Харкова. Споруда має статус пам'ятки архітектури та містобудування місцевого значення (охоронний № 7276-Ха). Будинок розташований на перетині Павлівського майдану й Університетської вулиці в Основ'янському районі міста Харкова за адресою Павлівський майдан, 4.

## Історія
Ініціатор зведення будинку харківський купець Адам Піотровський в 1911 році придбав територію колишнього двору в спадкоємців купця Петра Гребенщикова. Прибутковий будинок поряд з міським ринком було зведено в 1913 році. На фасаді зазначено дату побудови — 1912 рік. Після більшовицького перевороту 1917 року нова влада пристосувала його під Будинок колгоспника з готельними номерами, їдальнею та громадськими приміщеннями. Одне із приміщень займала редакція «Селянської правди». Також у приміщенні проживало кілька письменників об'єднання «Плуг» та, зокрема, його голова, відомий письменник Сергій Пилипенко. Під час німецько-радянської війни будинок не постраждав. У повоєнні часи будівлю колишнього Будинку колгоспників пристосували під центральний поштамт, а згодом тут розмістилося типове поштове відділення, яке діяло до початку 1990-х років. Після реконструкції 1992 року у приміщенні розташувалося Харківське бюро технічної інвентаризації, а частково на першому поверсі приміщення здавалися в оренду. Після завершення повномасштабної реконструкції влітку 2020 року тут розмістився новий Будинок нерухомості.
У ніч з 26 на 27 серпня 2022 року в результаті обстрілу зенітними ракетами з РФ будинок було пошкоджено. Ракетний удар прийшовся по Павлівському майдану перед будинком Піотровського. Ушкодження зазнали фасад цього будинку та сусіднього під № 2а. За попередніми даними правоохоронців, окупанти обстріляли центр Харкова ракетами типу С-300 з території Бєлгородської області..

## Опис

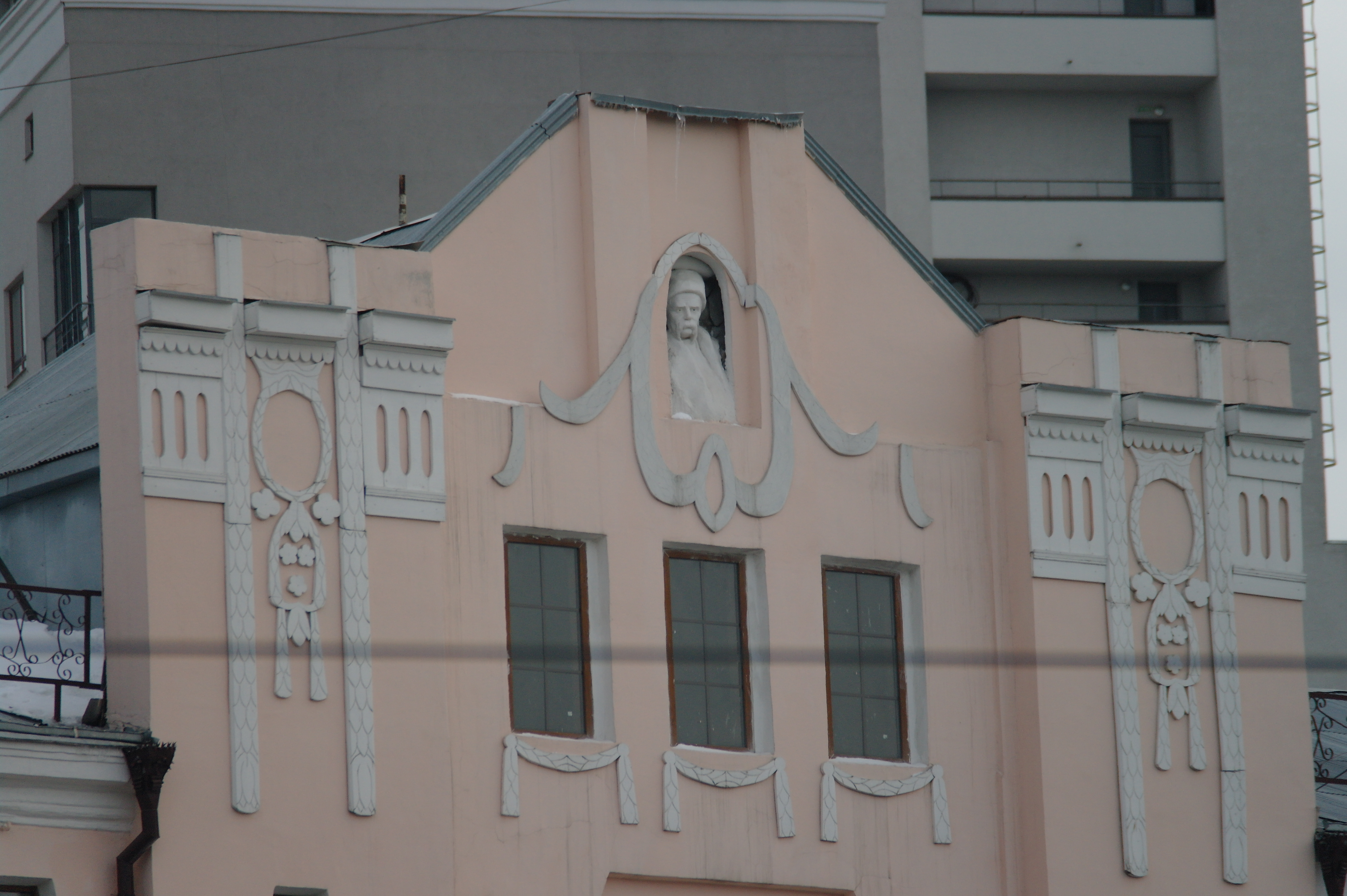
Бюст Тараса Шевченка в арковій ніші в центрі фасаду, що виходить на Павловський майдан (станом на березень 2013 року

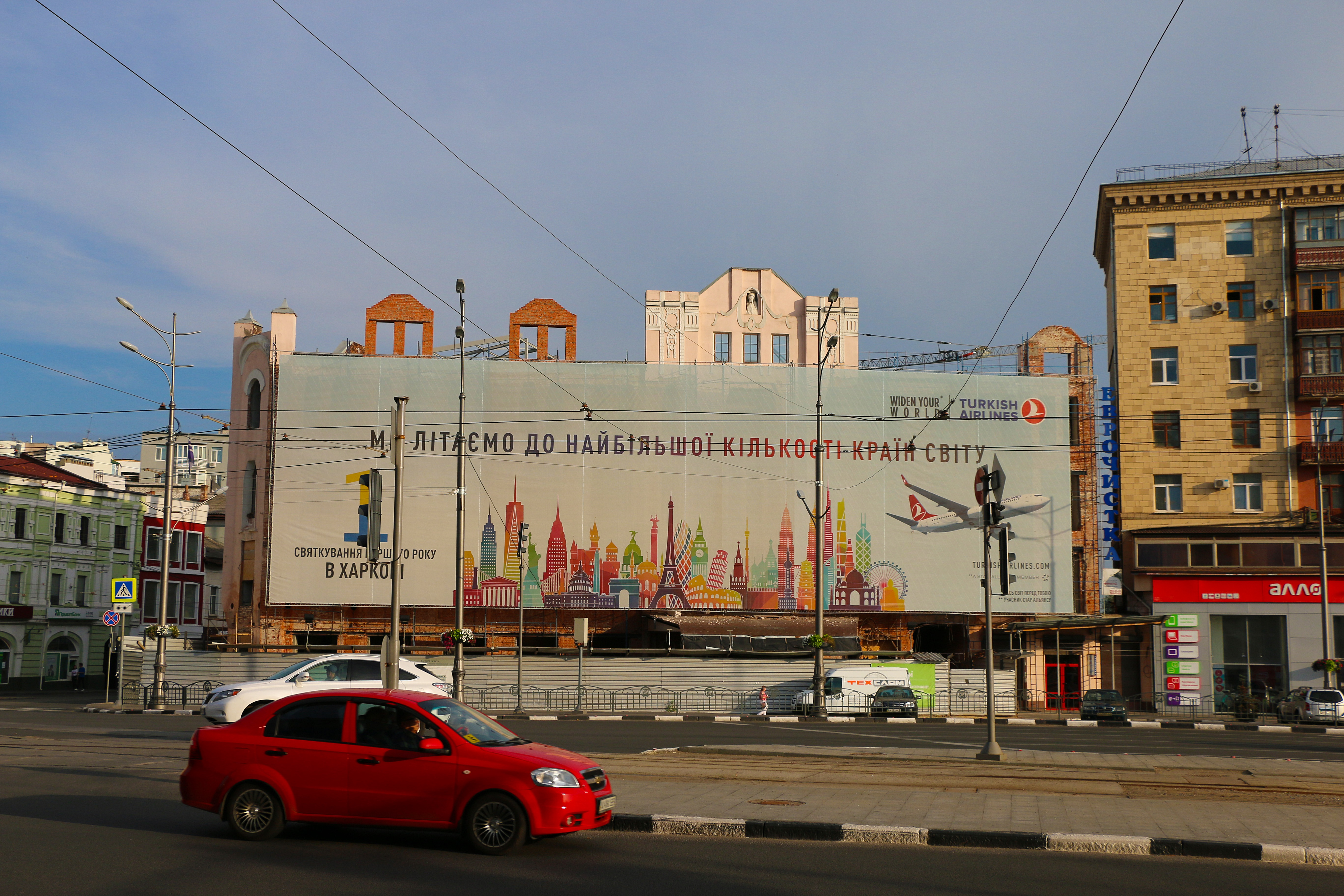
Загальнгий вигляд будинку під час реконструкції (станом на червень 2018 року)

Проєкт будинку було виконано в стилі українського модерну харківським міським архітектором Борисом Корнієнком за два роки. Стиль проявляється в елементах головних фасадів з чередуванням різного розміру віконних прорізів. Будинок має чотири поверхи. Це г-образний асиметричний периметр 20 м на 15 м. Зовнішні фасади чотириповерхового будинку з червоної цегли потиньковано. Особливістю архітектури є шатрова покрівля із заломом та цілий ряд та, зокрема, еркер у центрі будівлі. Аркова ніша в центрі фасаду, що виходить на Павловський майдан прикрашена бюстом Тараса Шевченка в обрамленні лаврових гірлянд.
Під час проведених в радянський час численних було втрачено чимало частин зовнішнього декору шляхом прикриття шаром тиньку або демонтажу, зокрема, витончених балкончиків. У 1980 році будинку надали статус пам'ятки архітектури. Під час реконструкції 2019—2020 років центральний фасад будівлі відтворили у вигляді, наближеному до первісного, з доданням ліпнини, схожої до тієї, що була на початку XX століття. Фасад будівлі, що виходить Університетську вулицю було змінено: він набув сучасного вигляду.